# Registratore di dati di evento

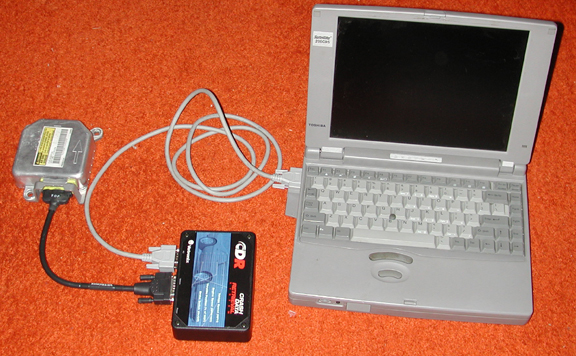
Esecuzione di un download con un'unità di controllo integrata (bench download)

Il registratore di dati di evento (RDE o EDR, acronimo di Event Data Recorder) è un dispositivo installato in alcune autovetture per registrare informazioni in caso di incidenti. Nei moderni autocarri diesel il RDE registra il verificarsi di problemi nel motore (spesso chiamati avarie) o un improvviso cambiamento della velocità delle ruote. 
Una o più di queste condizioni possono essere causate da un incidente. Le informazioni registrate da questo dispositivo possono essere raccolte dopo un incidente ed analizzate per determinare che cosa hanno fatto i veicoli prima, durante e dopo l'incidente o l'evento.
Il termine generalmente si riferisce ad un semplice dispositivo resistente alla manomissione dotato di una memoria a lettura-scrittura simile alla scatola nera che si trova sugli aeroplani (a differenza dei registratori a nastro e delle comuni videocamere presenti sui veicoli della polizia ed in molti veicoli commerciali).
Nel caso di registrazione di immagini video (Video event data recorder), le stesse vengono continuamente cancellate e sono conservati solo i secondi immediatamente precedenti e seguenti ai sinistri rilevati dai sensori di crash.